# Vera Aleksejeva
Vera Michajlovna Aleksejeva, född 1774, död 1849, var en rysk entreprenör.  
Hon var en av de ledande tillverkarna i Moskvaregionen för tillverkning av guldtyger. Efter döden 1823 av grundaren av verksamheten inom guldtextilindustrin i Moskva, Semjon Aleksejevitj Aleksejev, övergick regeringsprivilegiet till hans änka Vera Aleksejeva. I 26 år var hon den officiella ägaren av fabriken och skötte den tillsammans med sina söner Vladimir och Peter. År 1834 var antalet arbetare i fabriken 56 personer. 1843 uppgick detta antal redan till 140 personer. 